# Aphodius granarius
Aphodius granarius is een keversoort uit de familie van de bladsprietkevers (Scarabaeidae). De wetenschappelijke naam van de soort is gepubliceerd in 1767 door Linnaeus.